# Byelaw (Vereinigtes Königreich)

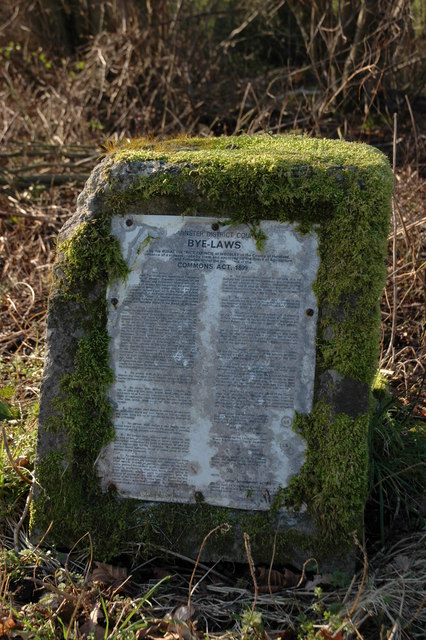
Byelaw im Volltext auf einer Tafel in Hopley's Green, Herefordshire

Ein Byelaw (manchmal auch by-law oder bylaw geschrieben) ist im Vereinigten Königreich ein Gesetz, das von einer Gemeinde erlassen werden kann und nur lokal begrenzte Gültigkeit hat. Da der Verstoß gegen Byelaws eine Straftat darstellen kann und vor dem Magistrates’ Court verhandelt wird, müssen diese Gesetze durch die zuständige Regierungsbehörde genehmigt werden. Byelaws ähneln den in Deutschland im öffentlichen Recht existierenden Satzungen.
Lokale Gesetze beziehen sich in der Regel auf sehr begrenzte Gebiete oder Orte, zum Beispiel einen Park, einen öffentlichen Platz oder auf bestimmte Aktivitäten in der Gemeinde wie Veranstaltungen oder das Verhalten im öffentlichen Nahverkehr.
Neben lokalen Gemeinden können auch Parkaufsichtsbehörden (zum Beispiel die „National Park Authority“) und das Verteidigungsministerium (für Land, das in Besitz des Ministeriums ist oder von ihm verwaltet wird) lokale Gesetze verabschieden. Ebenso können Verkehrsunternehmen – wie zum Beispiel Bahnunternehmen – solche Regelungen erlassen.
Verstöße gegen Byelaws sind mit Geldstrafen mit einer Höchstgrenze zwischen £500 und £2,500 belegt. Seit 2006 gibt es Bestrebungen die Verhandlung vor Gericht durch festgesetzte Geldstrafen (Fixed Penalty Notice) zu ersetzen, was zur Folge hätte, dass Gemeinden die Regelungen nicht mehr durch die Regierungsbehörden genehmigen lassen müssten.

## Verabschiedung von Byelaws
Gemeinderäte (Local Councils) haben durch den „Local Government Act 1972“ das Recht, lokale Gesetze zu erlassen, so lange diese Regelungen nicht bereits durch andere Gesetze abgedeckt sind. Nach einem Beschluss im Gemeinderat muss das Gesetz in einer Lokalzeitung angekündigt werden und wird anschließend zur Genehmigung an die zuständige Regierungsbehörde weitergeleitet, welche auch über den Zeitpunkt des Inkrafttretens entscheidet. Jeder Bürger hat das Recht, gegen die Byelaws Einspruch zu erheben oder es vor Gericht überprüfen zu lassen, wenn er mit einer Geldstrafe belangt wurde.

## Beispiele für Byelaws
Mit vielen Byelaws versuchen Gemeinden spezielle Regelungen im öffentlichen Raum durchzusetzen, zum Beispiel den Genuss
von Alkohol auf öffentlichen Plätzen oder das Angeln in Gemeindegewässern. Auch das Füttern von Vögeln auf dem Trafalgar Square in London ist durch ein Byelaw verboten.
Einige dieser Regelungen werden inzwischen durch den Anti-Social Behaviour Act von 2003 abgedeckt. Im Juli 2010 wurde von der Innenministerin Theresa May jedoch angekündigt, diese Vorgaben wieder zugunsten von lokalen, gemeindeorientierten Maßnahmen reformieren zu wollen.